# Municipio de Santa María Tecomavaca
El municipio de Santa María Tecomavaca es uno de los 570 municipios del estado mexicano de Oaxaca. Su cabecera es la localidad de Santa María Tecomavaca.

## Geografía
El municipio de Santa María Tecomavaca colinda al norte con los municipios de Teotitlán de Flores Magón y San Juan de los Cués; al este con los municipios de Mazatlán Villa de Flores y San Juan Bautista Cuicatlán; al sur con los municipios de Santa María Ixcatlán y San Miguel Tequixtepec; y al oeste con el municipio de Tepelmeme Villa de Morelos.

## Localidades
El municipio de Santa María Tecomavaca cuenta con cinco localidades.
| Localidad              | Población |
| ---------------------- | --------- |
| Santa María Tecomavaca | 1 620     |
| Buena Vista            | 160       |
| Santiago el Viejo      | 21        |

## Gobierno
| Presidente municipal            | Periodo   | Partido | Partido                              |
| ------------------------------- | --------- | ------- | ------------------------------------ |
| Margarito Méndez                | 1953      |         | Partido Revolucionario Institucional |
| Inocencio Ortíz                 | 1954      |         | Partido Revolucionario Institucional |
| Matías Méndez                   | 1955      |         | Partido Revolucionario Institucional |
| Nazario Ponce                   | 1956      |         | Partido Revolucionario Institucional |
| Eusebio Ramos                   | 1957      |         | Partido Revolucionario Institucional |
| Natividad Gutiérrez             | 1958      |         | Partido Revolucionario Institucional |
| Andrés Gutiérrez                | 1959      |         | Partido Revolucionario Institucional |
| Alfonso Chávez                  | 1960-1962 |         | Partido Revolucionario Institucional |
| Ángel Méndez                    | 1963-1965 |         | Partido Revolucionario Institucional |
| Filogonio Martín                | 1966-1968 |         | Partido Revolucionario Institucional |
| Diódoro Sánchez                 | 1969-1971 |         | Partido Revolucionario Institucional |
| Asunción Ramos                  | 1972-1974 |         | Partido Revolucionario Institucional |
| Samuel Arteaga                  | 1975-1977 |         | Partido Revolucionario Institucional |
| Fausto Carrasco                 | 1978-1980 |         | Partido Revolucionario Institucional |
| Félix Guzmán                    | 1981-1983 |         | Partido Revolucionario Institucional |
| Hugo Trujillo                   | 1984-1986 |         | Partido Revolucionario Institucional |
| Francisco Ponce                 | 1987-1989 |         | Partido Revolucionario Institucional |
| Gilberto Astilleros             | 1990-1992 |         | Partido Revolucionario Institucional |
| Jovito Ferrer Pérez             | 1993-1995 |         | Partido Revolucionario Institucional |
| Alfredo Ferrer Marín            | 1996-1998 |         | Partido Revolucionario Institucional |
| Filogonio Aguilar Ponce         | 1999-2001 |         | Partido de la Revolución Democrática |
| Rafael Cortés                   | 2002-2004 |         | Partido Revolucionario Institucional |
| Ramón Bautista Ponce            | 2005-2007 |         | Partido Revolucionario Institucional |
| Francisco Medina Ruiz           | 2008-2010 |         | Partido de la Revolución Democrática |
| Ángel Méndez Arteaga            | 2011-2013 |         | Partido Revolucionario Institucional |
| Enrique Fernando Correa Carrera | 2014-2016 |         | Partido Revolucionario Institucional |
| Rosa Mata Contreras             | 2017-2018 |         | Partido Revolucionario Institucional |
| Isis Cristal Méndez Arteaga     | 2019-2021 |         | Partido Socialdemócrata de Oaxaca    |
| María Teresa Arroyo Contreras   | 2022-2024 |         | Partido Revolucionario Institucional |